# Jan Charisius

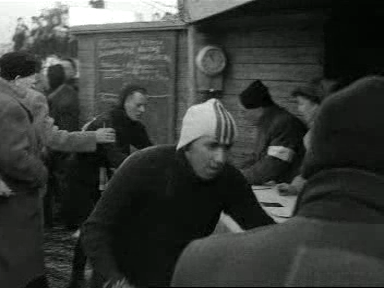
Jan Charisius tijdens de Elfstedentocht van 1954.

Jan Willem Peter Charisius (Leeuwarden, 30 september 1926 – Fagernes, 3 juli 2008) was een Nederlands wielrenner, schaatser en sportbestuurder.

## Biografie
Charisius was tussen 1948 en 1955 een wielrenner die zich vooral in wedstrijden in Friesland deed gelden. Zo werd hij vier keer provinciekampioen. Meer nog dan in het wielrennen boekte Charisius succes in het langebaanschaatsen. In 1951 werd hij derde op het Nederlands kampioenschap allround, achter Kees Broekman en Gerard Maarse, en zestiende op het Europees kampioenschap allround. Hij nam deel aan de Olympische Winterspelen 1952, maar viel op de 500 meter, de enige afstand waarop hij uitkwam. In 1954 finishte hij als derde in de tiende Elfstedentocht. In 1947 had hij ook aan de negende Elfstedentocht deelgenomen, waarin hij was uitgevallen nadat hij bewusteloos op het ijs was gevonden. Kort voor zijn uitvallen maakte hij nog deel uit van de kopgroep.
Na zijn actieve sportcarrière bekleedde Charisius diverse functies in de sport. Tijdens de Olympische Spelen van 1964 en 1968 was hij chef d’equipe van de schaatsploeg met onder meer Ard Schenk, Kees Verkerk, Peter Nottet en Rudie Liebrechts in de gelederen. Vervolgens werd hij schaatsscheidsrechter. In deze functie was hij tussen 1971 en 1998 aanwezig bij vele EK, WK of Olympische Spelen. Van 1982 tot 1999 maakte hij deel uit van het dagelijks bestuur van de KNSB. Tot 2007 was hij voorzitter van de recordcommissie van de schaatsbond. Charisius was erelid van het schaatsgewest Friesland, de KNSB en de Internationale Schaatsunie.
Hij overleed in 2008 tijdens een vakantie in Noorwegen.

## Persoonlijke records
| Afstand      | Tijd    | Datum           | Baan     |
| ------------ | ------- | --------------- | -------- |
| 500 meter    | 45,4    | 14 januari 1953 | Hamar    |
| 1000 meter   | 1.47,1  | 4 maart 1955    | Midwolda |
| 1500 meter   | 2.23,8  | 29 januari 1953 | Hamar    |
| 3000 meter   | 5.16,0  | 11 januari 1953 | Rena     |
| 5000 meter   | 8.42,8  | 29 januari 1953 | Hamar    |
| 10.000 meter | 18.50,0 | 11 januari 1951 | Oslo     |